# 대전반석초등학교
대전반석초등학교는 대한민국 대전광역시 유성구에 있는 초등학교다. 2006년 3월 1일에 개교하였으며, 대전한밭초등학교보다 학생 수가 많다.

## 학교 연혁
- 2006. 3. 1. 외삼초등학교에서 분리 개교(15학급, 병설 2학급)
- 2006. 3. 7. 22학급 편성
- 2006. 3. 14. 유치원 개원(종일반 1학급, 시간연장제반 1학급)
- 2008. 2. 19. 제2회 졸업식(280명 졸업)
- 2008. 3. 1. 30학급 편성
- 2008. 3. 1. 대전광역시교육청 과학교육 시범학교 지정('08.3.1~10.2.28)
- 2010. 2. 19. 제4회 졸업식(167명)
- 2010. 3. 1. 35학급 편성
- 2012. 3. 1. 36학급 편성
- 2012. 3. 1. 대전광역시교육청 학부모 참여 시범학교 지정('12.3.1~'14.2.28)
- 2013. 2. 15. 제7회 졸업식(183명 졸업)
- 2014. 2. 13. 제8회 졸업식(172명 졸업)
- 2014. 3. 1. 39학급 편성
- 2014. 9. 15. 48학급 편성
- 2015. 2. 13. 제9회 졸업식(181명 졸업)
- 2015. 3. 1. 48학급 편성
- 2017. 3. 1. 49학급 편성
- 2021. 9 .1.  52학급 편성
- 2022. 3. 1. 54학급 편성

## 참고 자료
- 대전반석초등학교 - 한국교육학술정보원 학교알리미